# El Hassi (Batna)
El Hassi è un comune dell'Algeria, situato nella provincia di Batna.